# 御影池辰雄

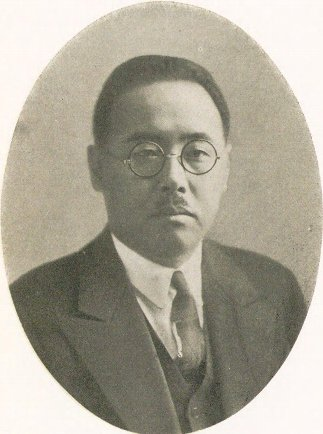
御影池辰雄

御影池 辰雄（みのいけ たつお、1892年（明治25年）2月20日 – 1969年（昭和44年）4月17日）は、日本の内務官僚。関東州庁長官。南満州鉄道株式会社理事。

## 経歴
石川県出身。1917年（大正6年）、東京帝国大学法科大学独法科を卒業し、高等文官試験に合格した。神奈川県属、滋賀県警視、同栗太郡長、同理事官、同内務部教育課長・官房主事、同視学官、広島県書記官・学務部長を歴任した。
1929年（昭和4年）、関東庁事務官に転じ、内務局学務課長・図書館長・体育研究所長、長官官房文書課長、専売局長、大連民政署長、警務局警務課長などを経て、1936年（昭和11年）に関東州庁長官に就任した。
1937年（昭和12年）に退官した後は満州国内務局長官に任命され、1939年（昭和14年）には安東省長に転じた。
1940年（昭和15年）以降は南満州鉄道株式会社理事、昭和製鋼所理事、満州化学工業株式会社取締役を務めた。
1947年（昭和22年）、満鉄理事のため公職追放され、1951年（昭和26年）追放解除された
。